# Sẻn gai
Sẻn gai (danh pháp khoa học: Zanthoxylum armatum) là một loài thực vật có hoa trong họ Cửu lý hương. Loài này được DC. miêu tả khoa học đầu tiên năm 1824.
Cây gỗ nhỏ cao 4m; thân to 20 cm; gai thẳng, dẹp. Lá có sống lá, có cánh rộng 2mm, mang 3-5(-7) lá chét thon, dài đến 13 cm, không lông, mép có răng nằm, mặt dưới có tuyến nhỏ và nâu lúc khô. Cụm hoa ở phần nhánh già, cao 4–7 cm; hoa trăng trắng, lá đài 5, hoa cái có nhị lép, bầu 2-5 lá noãn. Quả dài 1 hạt tròn, đỏ, có tuyến to, to 4-5mm; mảnh 2; hạt đen chói.

## Hình ảnh

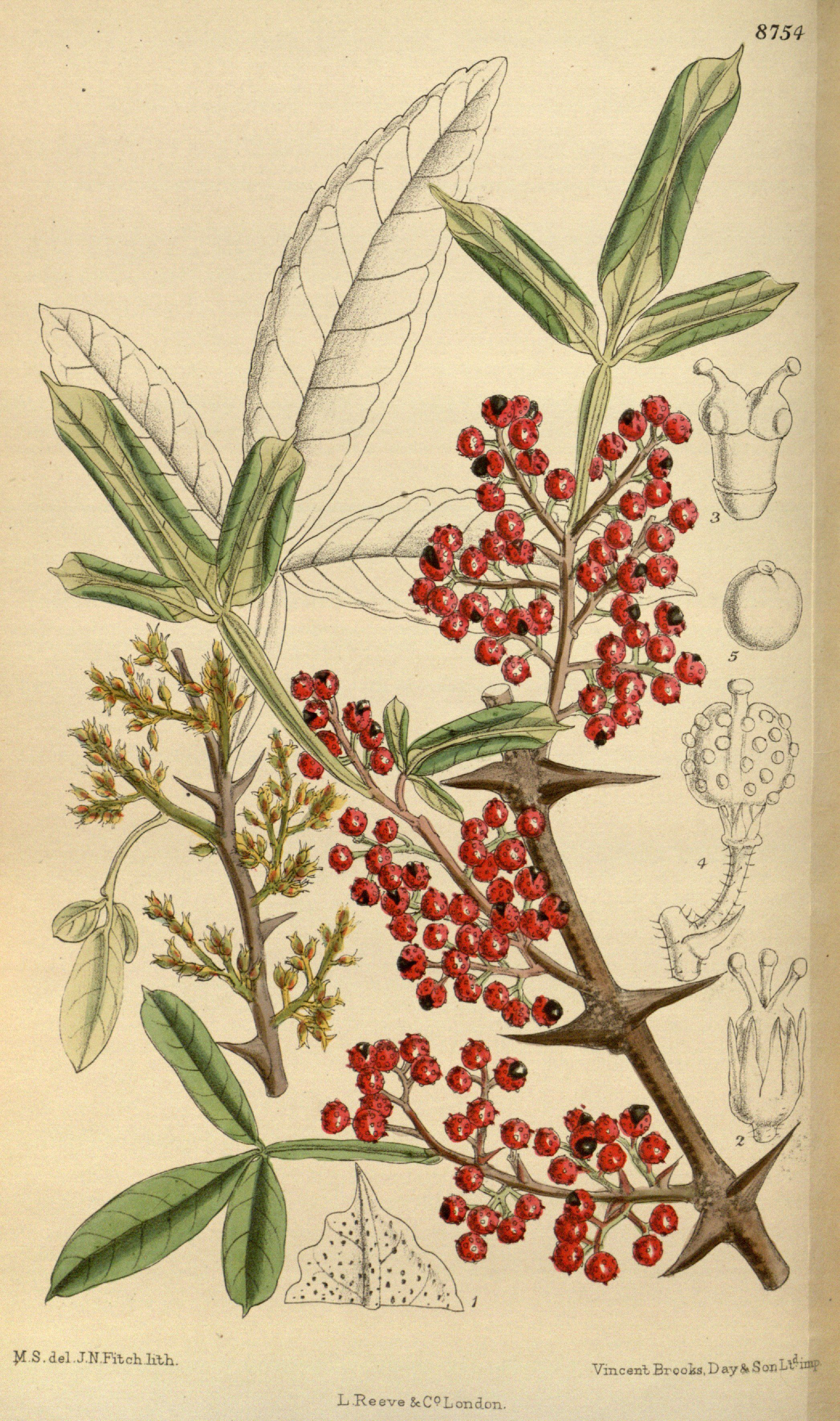
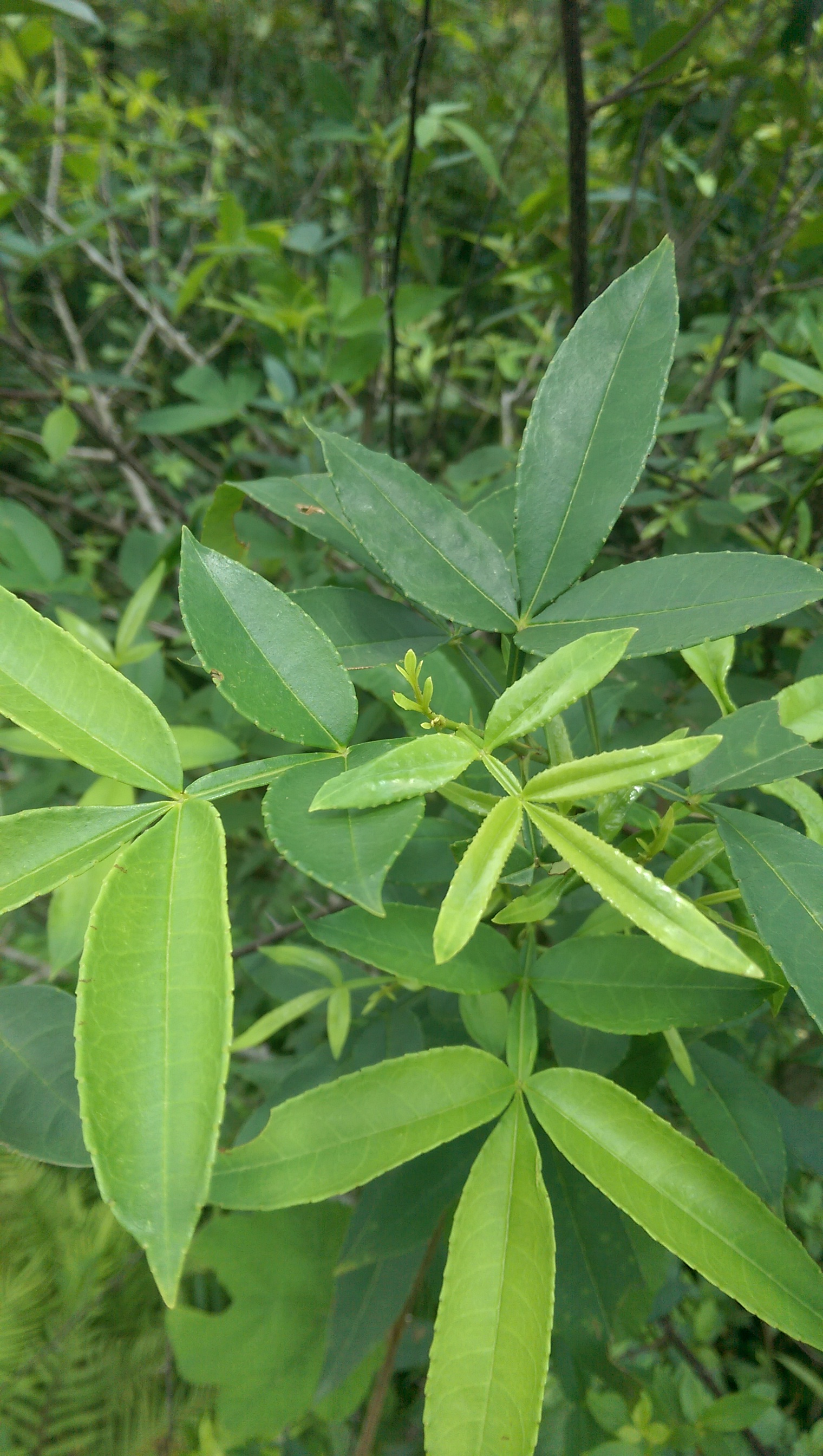